# 螣蛇增九
仙女座14（14 Andromedae或14 And），即螣蛇增九，是一個光譜形式K型的橙色巨星，距離地球約258光年，位於仙女座。

## 概要
螣蛇增九被認為是一顆變星。在變成巨星前一般認為它是A型或F型主序星。2008年宣布在該恆星旁發現一顆系外行星，是目前所發現少數環繞已經通過了恆星主序星演化階段的行星。

## 行星系統
2008年在螣蛇增九旁發現一顆系外行星。該行星的質量下限是4.8倍木星質量，公轉週期186日。該行星是環繞已完成主序星演化的中等質量恆星中最接近母恆星的行星之一（這樣的天體之前只發現在成群的巨星中）。
| 成員 (依恆星距離) | 质量    | 半長軸 (AU) | 轨道周期 (天) | 離心率 | 傾角 | 半径 |
| ----------------- | ------- | ----------- | ------------- | ------ | ---- | ---- |
| b                 | ≥4.8 MJ | 0.83        | 185.84 ± 0.23 | 0      | —    | —    |